# Elephantomyia (Elephantomyia) cinctiventris
Elephantomyia (Elephantomyia) cinctiventris is een tweevleugelige uit de familie steltmuggen (Limoniidae). De soort komt voor in het Neotropisch gebied.